# Torre y rey contra rey
|       |    |    |    |       |       |    |    |    |  |
|       | a8 | b8 | c8 | d8    | e8    | f8 | g8 | h8 |  |
| a7    | b7 | c7 | d7 | e7    | f7    | g7 | h7 |    |  |
| a6    | b6 | c6 | d6 | e6    | f6    | g6 | h6 |    |  |
| a5    | b5 | c5 | d5 | e5    | f5    | g5 | h5 |    |  |
| a4    | b4 | c4 | d4 | e4 kd | f4    | g4 | h4 |    |  |
| a3    | b3 | c3 | d3 | e3    | f3    | g3 | h3 |    |  |
| a2    | b2 | c2 | d2 | e2    | f2    | g2 | h2 |    |  |
| a1 rl | b1 | c1 | d1 | e1    | f1 kl | g1 | h1 |    |  |
|       |    |    |    |       |       |    |    |    |  |

El mate de torre y rey contra rey es un mate sencillo, pero a diferencia del mate de dos torres y rey contra rey y el mate de dama y rey contra rey no es intuitivo y hay que conocer el mecanismo de mate. Expondremos dos métodos de dar mate, el método largo y el método corto. Se aconseja al estudiante que en primer lugar estudie el método largo, ya que contiene una serie de repeticiones que fijan en la memoria el método básico para dar el mate. Además, es en el método largo donde se explica la esencia del mate.

## Método largo
En la posición del diagrama 1 lo primero que hacemos es cortar el paso al rey colocando la torre en la fila que está justo delante de la fila en la que está el rey enemigo.
1.Ta3 ...

Con esta jugada hemos conseguido el primero de nuestros propósitos (Diagrama 2).

|       |    |    |    |       |       |    |    |    |  |
|       | a8 | b8 | c8 | d8    | e8    | f8 | g8 | h8 |  |
| a7    | b7 | c7 | d7 | e7    | f7    | g7 | h7 |    |  |
| a6    | b6 | c6 | d6 | e6    | f6    | g6 | h6 |    |  |
| a5    | b5 | c5 | d5 | e5    | f5    | g5 | h5 |    |  |
| a4    | b4 | c4 | d4 | e4 kd | f4    | g4 | h4 |    |  |
| a3 rl | b3 | c3 | d3 | e3    | f3    | g3 | h3 |    |  |
| a2    | b2 | c2 | d2 | e2    | f2    | g2 | h2 |    |  |
| a1    | b1 | c1 | d1 | e1    | f1 kl | g1 | h1 |    |  |
|       |    |    |    |       |       |    |    |    |  |

1. ... Rd4

Para no perder rápidamente el rey trata de seguir en la misma fila, y acercarse a la torre. De retirarse una fila las blancas aprovecharían para cortar otra fila más, y así a 1. ... Re5 2. Ta4 etc.

A continuación el rey blanco tratará de ponerse enfrente del negro, como en el diagrama 5, y así juega.

2.Re2 Rc4

3.Rd2 Rb4

Ahora el rey negro amenaza con capturar la torre (Diagrama 3). Para evitarlo la torre cambia de flanco, lo más lejos posible y siempre al lado contrario de su rey; y así juega...

|       |       |    |       |    |    |    |    |    |  |
|       | a8    | b8 | c8    | d8 | e8 | f8 | g8 | h8 |  |
| a7    | b7    | c7 | d7    | e7 | f7 | g7 | h7 |    |  |
| a6    | b6    | c6 | d6    | e6 | f6 | g6 | h6 |    |  |
| a5    | b5    | c5 | d5    | e5 | f5 | g5 | h5 |    |  |
| a4    | b4 kd | c4 | d4    | e4 | f4 | g4 | h4 |    |  |
| a3 rl | b3    | c3 | d3    | e3 | f3 | g3 | h3 |    |  |
| a2    | b2    | c2 | d2 kl | e2 | f2 | g2 | h2 |    |  |
| a1    | b1    | c1 | d1    | e1 | f1 | g1 | h1 |    |  |
|       |       |    |       |    |    |    |    |    |  |

4.Th3 Rc4

Este momento es muy delicado —cuando el rey débil está a salto de caballo del rey fuerte— . No es el rey blanco el que debe de ponerse en frente del rey negro, porque sino le tocaría jugar a este y se volvería a acercar a la torre blanca, sino el rey negro el que se ha de poner en frente del rey blanco. Como, en el fondo, para dar el mate es lo mismo que la torre esté en la columna h que en la columna g se pierde un tiempo y se juega...

5.Tg3 ...

(Diagrama 4) El rey negro sabe que no puede ponerse en frente del rey blanco, así que trata de huir, pero el rey blanco le perseguirá.

|    |    |       |       |    |    |       |    |    |  |
|    | a8 | b8    | c8    | d8 | e8 | f8    | g8 | h8 |  |
| a7 | b7 | c7    | d7    | e7 | f7 | g7    | h7 |    |  |
| a6 | b6 | c6    | d6    | e6 | f6 | g6    | h6 |    |  |
| a5 | b5 | c5    | d5    | e5 | f5 | g5    | h5 |    |  |
| a4 | b4 | c4 kd | d4    | e4 | f4 | g4    | h4 |    |  |
| a3 | b3 | c3    | d3    | e3 | f3 | g3 rl | h3 |    |  |
| a2 | b2 | c2    | d2 kl | e2 | f2 | g2    | h2 |    |  |
| a1 | b1 | c1    | d1    | e1 | f1 | g1    | h1 |    |  |
|    |    |       |       |    |    |       |    |    |  |

5. ... Rb4

6.Rc2 Ra4

7.Rb2 ...
Y ahora el rey negro no tiene más remedio.
7. ...Rb4

Esta es la posición clave del mate. Cuándo el rey débil se pone delante del rey fuerte, la torre da un jaque por el lateral...

8.Tg4+ ...
(Diagrama 5) Y como todas las casillas de la fila superior están copadas por el rey blanco el negro no tiene más remedio que retrasarse una fila; eso sí, tratando de acercarse a la torre y repitiéndose el mecanismo: acercamiento a la torre, persecución del rey fuerte, cambio de flanco cuando se amenaza la torre y cuando el rey débil se pone en frente del rey fuerte jaque con la torre por el lateral.
|    |       |    |    |    |    |       |    |    |  |
|    | a8    | b8 | c8 | d8 | e8 | f8    | g8 | h8 |  |
| a7 | b7    | c7 | d7 | e7 | f7 | g7    | h7 |    |  |
| a6 | b6    | c6 | d6 | e6 | f6 | g6    | h6 |    |  |
| a5 | b5    | c5 | d5 | e5 | f5 | g5    | h5 |    |  |
| a4 | b4 kd | c4 | d4 | e4 | f4 | g4 rl | h4 |    |  |
| a3 | b3    | c3 | d3 | e3 | f3 | g3    | h3 |    |  |
| a2 | b2 kl | c2 | d2 | e2 | f2 | g2    | h2 |    |  |
| a1 | b1    | c1 | d1 | e1 | f1 | g1    | h1 |    |  |
|    |       |    |    |    |    |       |    |    |  |

8. ...Rc5

9.Rc3 Rd5

10.Rd3 Re5

11.Re3 Rf5

12.Ta4 Rg5

13.Rf3 Rh5

14.Rg3 Rg5

Y una fila menos.

15.Ta5+ Rf6

16.Rf4 Re6

17.Re4 Rd6

18.Rd4 Rc6

19.Rc4 Rb6

20.Th5 Ra6

21.Rb4 Rb6

|    |       |       |    |    |    |    |    |       |  |
|    | a8    | b8 kd | c8 | d8 | e8 | f8 | g8 | h8 rl |  |
| a7 | b7    | c7    | d7 | e7 | f7 | g7 | h7 |       |  |
| a6 | b6 kl | c6    | d6 | e6 | f6 | g6 | h6 |       |  |
| a5 | b5    | c5    | d5 | e5 | f5 | g5 | h5 |       |  |
| a4 | b4    | c4    | d4 | e4 | f4 | g4 | h4 |       |  |
| a3 | b3    | c3    | d3 | e3 | f3 | g3 | h3 |       |  |
| a2 | b2    | c2    | d2 | e2 | f2 | g2 | h2 |       |  |
| a1 | b1    | c1    | d1 | e1 | f1 | g1 | h1 |       |  |
|    |       |       |    |    |    |    |    |       |  |

Y una fila menos.

22.Th6+ Rc7

23.Rc5 Rd7

24.Rd5 Re7

25.Re5 Rf7

26.Rf5 Rg7

27.Ta6 Rh7

28.Rg5 Rg7

Y una fila menos.

29.Ta7+ Rf8

30.Rf6 Re8

31.Re6 Rd8

32.Rd6 Rc8

33.Rc6 Rb8

34.Th7 Ra8

35.Rb6 Rb8

Y ya no queda escapatoria.

36.Th8++

(Diagrama 6)

## Método corto
Una vez aprendido cómo se da mate según el método largo, el método corto es sólo un atajo. 
En la posición del diagrama 1 lo primero que hacemos en cortar el paso al rey colocando la torre en la fila que está justo delante de la fila en la que está el rey enemigo.
|    |       |       |       |    |    |    |    |    |  |
|    | a8    | b8    | c8    | d8 | e8 | f8 | g8 | h8 |  |
| a7 | b7    | c7    | d7    | e7 | f7 | g7 | h7 |    |  |
| a6 | b6    | c6    | d6    | e6 | f6 | g6 | h6 |    |  |
| a5 | b5    | c5    | d5    | e5 | f5 | g5 | h5 |    |  |
| a4 | b4 kd | c4    | d4    | e4 | f4 | g4 | h4 |    |  |
| a3 | b3    | c3 rl | d3    | e3 | f3 | g3 | h3 |    |  |
| a2 | b2    | c2    | d2 kl | e2 | f2 | g2 | h2 |    |  |
| a1 | b1    | c1    | d1    | e1 | f1 | g1 | h1 |    |  |
|    |       |       |       |    |    |    |    |    |  |

|       |    |       |       |    |    |    |    |    |  |
|       | a8 | b8    | c8    | d8 | e8 | f8 | g8 | h8 |  |
| a7    | b7 | c7    | d7    | e7 | f7 | g7 | h7 |    |  |
| a6    | b6 | c6    | d6    | e6 | f6 | g6 | h6 |    |  |
| a5    | b5 | c5    | d5    | e5 | f5 | g5 | h5 |    |  |
| a4 kd | b4 | c4    | d4    | e4 | f4 | g4 | h4 |    |  |
| a3    | b3 | c3    | d3    | e3 | f3 | g3 | h3 |    |  |
| a2    | b2 | c2    | d2 kl | e2 | f2 | g2 | h2 |    |  |
| a1    | b1 | c1 rl | d1    | e1 | f1 | g1 | h1 |    |  |
|       |    |       |       |    |    |    |    |    |  |

|       |    |       |    |    |    |    |    |    |  |
|       | a8 | b8    | c8 | d8 | e8 | f8 | g8 | h8 |  |
| a7 kd | b7 | c7 kl | d7 | e7 | f7 | g7 | h7 |    |  |
| a6    | b6 | c6    | d6 | e6 | f6 | g6 | h6 |    |  |
| a5    | b5 | c5    | d5 | e5 | f5 | g5 | h5 |    |  |
| a4    | b4 | c4    | d4 | e4 | f4 | g4 | h4 |    |  |
| a3    | b3 | c3    | d3 | e3 | f3 | g3 | h3 |    |  |
| a2    | b2 | c2    | d2 | e2 | f2 | g2 | h2 |    |  |
| a1 rl | b1 | c1    | d1 | e1 | f1 | g1 | h1 |    |  |
|       |    |       |    |    |    |    |    |    |  |

1.Ta3 ...

Con esta jugada hemos conseguido el primero de nuestros propósitos (Diagrama 2).

1. ... Rd4

Para no perder rápidamente el rey trata de seguir en la misma fila, y acercarse a la torre. De retirarse una fila las blancas aprovecharían para cortar otra fila más, y así a 1. ... Re5 2. Ta4 etc.

A continuación el rey blanco tratará de ponerse enfrente del negro, como en el diagrama 5, y así juega.

2.Re2 Rc4

3.Rd2 Rb4

(Diagrama 3) Ahora el rey negro amenaza con capturar la torre; pero para evitarlo la torre, en lugar de cambiar de flanco —como en el método largo— , vuelve a cortar el tablero al rey débil colocándose lo más cerca posible de él al tiempo que está protegido por su rey, y así juega...

4.Tc3 ...

Cortando la mayor parte del tablero (Diagrama 7).

4. ... Ra4 —o Rb5—

Y ahora la torre se va al lado contrario de donde está su rey, al rey débil le quedan muchas menos casillas para jugar (diagrama 8).

5.Tc1 Rb3

Por último el rey fuerte trata de que el rey débil se le ponga en frente, y el resto es como en el método largo.

6.Rd3 Rb2

7.Tc8 Rb3

8.Tb8+ Ra4

9.Rc3 Ra5

10.Rc4 Ra6

11.Rc5 Ra7

12.Tb1 Ra8

13.Rc6 Ra7

14.Tb2

Jugada de espera

14. ... Ra8

15.Rc7 Ra7

16.Ta2++

Diagrama 9